# Myza
A Myza a madarak osztályának verébalakúak (Passeriformes) rendjébe és a mézevőfélék (Meliphagidae) családjába tartozó nem.

## Előfordulásuk
Az ide tartoz fajok Indonézia területén honosak.

## Rendszerezés
A nembe az alábbi 2 faj tartozik:
- celebeszi mézevő (Myza celebensis)
- Sarasin-mézevő (Myza sarasinorum)